# Szómatophülax
Szómatophülax (görögül: σωματοφύλαξ, többes szám: Σωματοφύλακες) görögből szó szerinti fordításban „testőr”: az ókori makedón királyok testőrsége, ill. annak tagjai.

## Története
A leghíresebb makedón királyok, akiknek testőrségét a szómatophülaxok alkották, II. Philipposz és III. Alexandrosz voltak. A testőrség eredetileg hét tagból állt, akiket a makedón nemesség soraiból emeltek fel, általában magas rangú katonatisztekként is szolgálták királyukat, olyan parancsnoki pozíciókat töltöttek be, mint tábornok vagy chiliarcha. Alexandrosz Malli ostroma után Peukesztaszt nevezte ki nyolcadik szómatophülaxnak. Héphaisztión halála után újra hét fő alkotta a testőrséget.
Alexandrosz Kr.e. 323-as halálával örökre fel is oszlott a testőrség.
Az Alexandrosz alatt szolgáló szómatophlüaxok névsora:
Kr.e. 336–334
- pellai Arisztonosz, Lüszimakhosz, Peithón, Arübbasz, Balakrosz, Démétriosz, Lagosz fia Ptolemaiosz.

Kr.e. 333
- pellai Arisztonosz, Lüszimakhosz, Peithón, Arübbasz, Balakrosz, Démétriosz, Héphaisztión.

Kr.e. 332
- pellai Arisztonosz, Lüszimakhosz, Peithón, Arübbasz, pellai Ménész, Démétriosz, Héphaisztión.

Kr.e. 331
- pellai Arisztonosz, Lüszimakhosz, Peithón, Leonnatosz, pellai Ménész, Démétriosz, Héphaisztión.

Kr.e. 330–327
- pellai Arisztonosz, Lüszimakhosz, Peithón, Leonnatosz, Perdikkasz, Lagosz fia Ptolemaiosz, Héphaisztión.

Kr.e. 326–324
- pellai Arisztonosz, Lüszimakhosz, Peithón, Leonnatosz, Perdikkasz, Lagosz fia Ptolemaiosz, Héphaisztión, Peukesztasz

Kr.e. 323
- pellai Arisztonosz, Lüszimakhosz, Peithón, Leonnatosz, Perdikkasz, Lagosz fia Ptolemaiosz, Peukesztasz.